# Entosthodon commutatus
Entosthodon commutatus là một loài Rêu trong họ Funariaceae. Loài này được Durieu & Mont. mô tả khoa học đầu tiên năm 1849.